# Келидар

Келидар (перс. کلیدر) је монументални роман Махмуда Долатабадија, један од најпознатијих персијских романа. Овај роман има скоро три хиљаде страница у пет томова и објављен је у десет књига.
Писац се користио фолклором у писању Келидара и провео је 15 година пишући роман. Келидар је преведен на више језике.
Келидар је име планине и села у Хорасану, где се одвија радња романа.

## Радња
Роман се бави животом једне курдске породице у Сабзевару, Хорасану, која се суочава са непријатељским држањем суседних сељана упркос сличности њихових култура. Време радње је време веома напете политичке климе у Ирану, после завршетка Другог светског рата, између 1946. и 1949.

## Ликови
„Илуструјући трагичну судбину иранског сељаштва и номадских племена у периоду политике моћи (насиља)“, а заснован на стварним догађајима, роман прати искушења и невоље породице Калмиши и пун је пратећих ликова који су исказани преко:

### Марал
Марал је млада курдска девојка из Калмиши породице.

### Абдус
Маралин отац.

### Делавар
Маралин вереник.

### Белкајс
Маралина образац тетка са очеве стране, матријарх породице и нит која повезује догађаје и ликове романа, а сасвојим супругом Калмишијем имају три сина и кћерку: Хан Мохамеда, Гол-Мохамеда, Бег Мохамеда и Ширу.

### Сатар
Један од подржавалаца Гол-Мохамада.

## Критике
Из рецензија
„Келидар је најдужи персијски роман до данас и сигурно један од најбољих. Садашњи превод је превод само првог и другог дела, који су довољно самостални да би се задовољило читањем и који такође дају довољну представу о томе каква је цео роман ... (...) Долатабадијев стил је стил традиционалног персијског приповедача, јер он прави своју причу на линеаран начин, прича као свезнајући приповедач и користи балансирану мешавину наратива и дијалога (... ) Жеља би ми била да читатаоци енглеског превода могу искусити задовољства које пружа овај роман“( Вилијам Л. Ханавеј, World Literature Today)